# Merseyside Development Corporation
De Merseyside Development Corporation was een door de Britse overheid in 1981 ingesteld zelfstandig bestuursorgaan, dat in Liverpool, Bootle, Wallasey en Birkenhead tot taak had de dokken rond de rivier de Mersey te vernieuwen. Het was een van de twee zelfstandige bestuursorganen die de Thatcher regering dat jaar instelde. De London Docklands Development Corporation, de tweede corporatie, was er eveneens op gericht dokken nieuw leven in te blazen.
De Merseyside Development Corporation was onder meer verantwoordelijk voor de vernieuwing van het Albert Docks-complex, waar ook de opening van het Tate Liverpool-museum bijhoorde. Verder organiseerde het orgaan onder andere een groot tuinfestival in 1984, en de bouw van een groot aantal huizen en andere complexen. De organisatie droeg bovendien bij aan het creëren van nieuwe werkgelegenheid en het verbeteren van de infrastructuur in de betreffende gebieden.
In 1998 werd de Merseyside Development Corporation opgeheven.